# Instituciones del Reino de Valencia

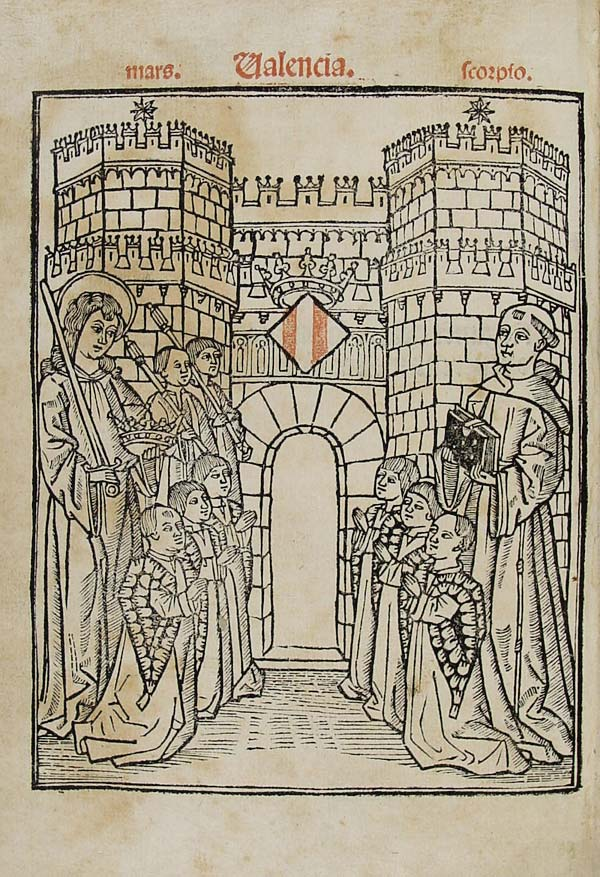
Portada de la edición de 1499 del libro de Francesc Eiximenis Regiment de la Cosa Pública

Las instituciones del Reino de Valencia son el conjunto de leyes e instituciones propias que rigieron el Reino de Valencia durante sus casi quinientos años de existencia —desde su fundación en 1238 por el rey de Aragón y conde de Barcelona Jaime I hasta su desaparición en 1707 en virtud de los Decretos de Nueva Planta de Felipe V en plena Guerra de Sucesión Española—. Durante la Edad Media el reino formó parte de la Corona de Aragón, surgida en el siglo XII de la unión dinástica del condado de Barcelona y del Reino de Aragón, y durante la Edad Moderna, tras la unión dinástica de la Corona de Aragón con la Corona de Castilla —en virtud del matrimonio de sus respectivos monarcas, Isabel I de Castilla y Fernando II de Aragón—, quedó integrado junto con el resto de estados de la Corona de Aragón de aquel momento —reino de Aragón, Principado de Cataluña, Reino de Mallorca, Reino de Cerdeña, y Reino de Sicilia— en la Monarquía Hispánica.

## LosFurs

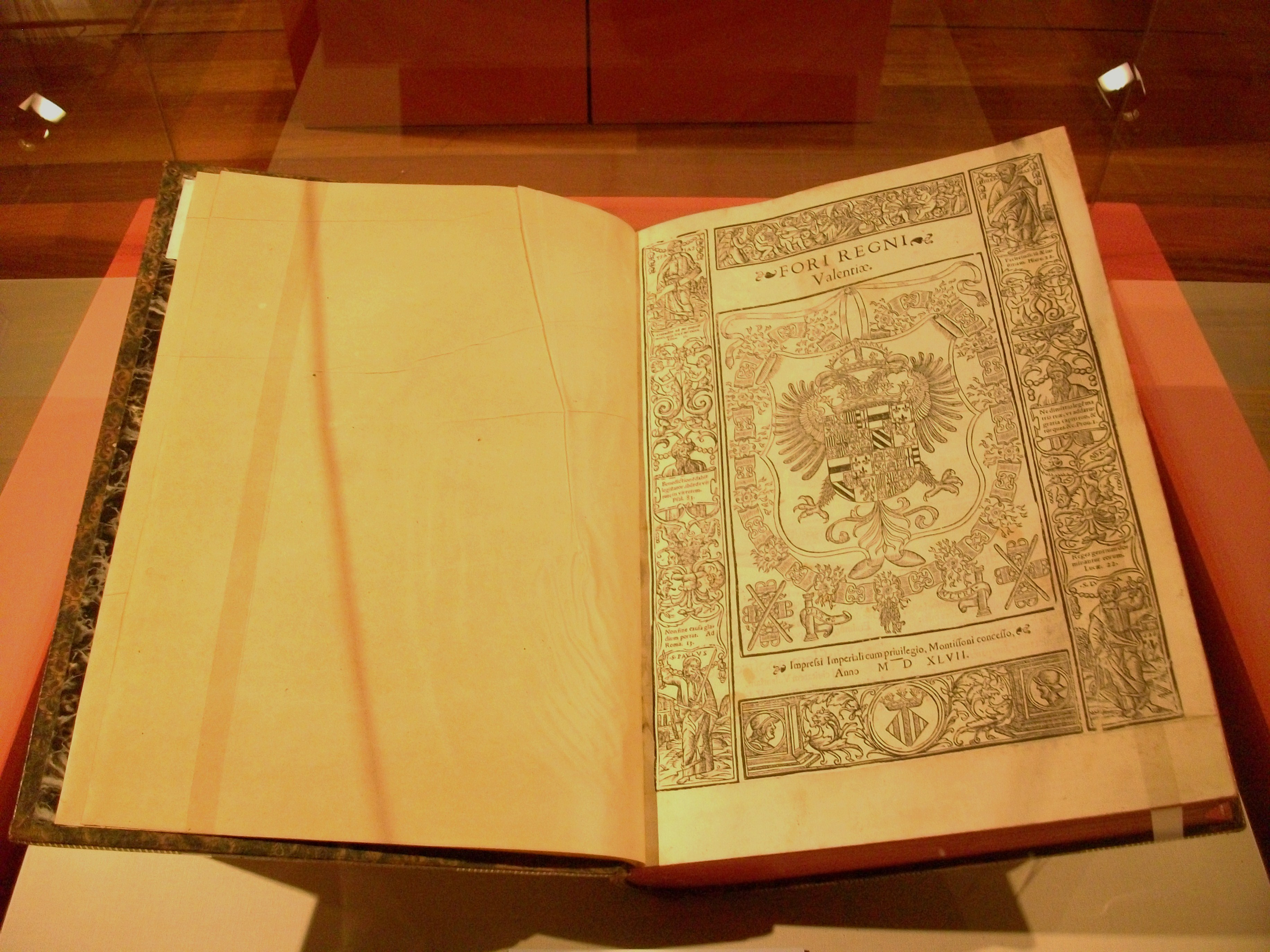
Edición de los Furs de 1547

Los Furs de València constituyeron el conjunto de leyes por el que se rigió el reino de Valencia desde su nacimiento. Su primera redacción se sitúa en 1239, al año siguiente de la conquista de Valencia, por iniciativa del propio rey Jaime I, y recibe el nombre de Consuetudines o Costum siguiendo la tradición catalana. Fueron redactados inicialmente en latín y se aplicaron al principio únicamente a la ciudad de Valencia.
En las primeras Cortes del Reino de Valencia celebradas en 1261 el rey Jaime I extendió la Costum de Valencia, denominada a partir de entonces Furs de València, a todo el reino. A pesar de la resistencia nobiliaria al mismo, se extendió por todo el reino, y además fue traducido al romance para favorecer su comprensión. Finalmente el texto legal quedó fijado en 1271. Además Jaime I –agobiado por la necesidad de dinero que fue sufragado por la ciudad de Valencia— promulgó un privilegio por el que quedó obligado por él y por sus descendientes a jurar el Fuero de Valencia inmediatamente después de iniciar su reinado, y a convocar Cortes en el plazo de un mes. Diez años después el rey se obligó a no modificar los Fueros en el futuro sin el consentimiento de las Cortes.
El ordenamiento jurídico valenciano se completaba con los privilegis (en castellano, privilegios), promulgados directamente por el soberano por propia iniciativa o por petición de parte, y por los actes de cort (en castellano, actos de corte), que eran acuerdos alcanzados en las Cortes entre la Corona y uno o dos de los brazos —no con los tres, cuyos acuerdos constituían los Fueros propiamente dichos—.
Así pues, las leyes del Reino de Valencia eran el resultado del acuerdo entre el rey y los representantes de las élites del reino, representadas en las Cortes, y no podían ser revocadas sin el consentimiento de las dos partes, dando nacimiento así al pactismo que también caracterizó las relaciones entre el soberano y sus vasallos en el resto de estados de la Corona de Aragón, incluso después de su unión dinástica con la Corona de Castilla, lo que dio nacimiento a la Monarquía Hispánica.

## Instituciones de gobierno de la Corona

### Lugarteniente General (Edad Media) y virrey (Edad Moderna)
Desde principios del siglo XV, cuando el rey estaba ausente del reino, un hecho muy frecuente, la más alta magistratura delegada de la Corona era el lugarteniente general (en valenciano, lloctinent general), una especie de alter ego del monarca, quien lo nombraba entre los miembros de la familia real, primero, y más tarde, entre los miembros de la alta nobleza.
Alrededor del lugarteniente general se formó una pequeña corte frecuentada por la nobleza y las élites urbanas y un consejo, integrado principalmente por juristas, miembros de la nobleza y del alto clero, y también por los principales oficiales reales: el portanveces (en valenciano, portantveus), el baile general (en valenciano, batle general) y el mestre racional. Esta especie de consejo real se convirtió en el principal órgano de gobierno del reino, y se podría considerar como el antecedente de la Audiencia de Valencia de la Edad Moderna.
En la Edad Moderna el lugarteniente general fue sustituido por el virrey de Valencia, con las mismas atribuciones y nivel de representación. El cargo se institucionalizó de forma permanente en 1520 durante el reinado de Carlos I y, tras el largo virreinato de Germana de Foix de la primera mitad del siglo XVI, siempre recayó en miembros de la alta nobleza castellana.
Ni el Lugarteniente ni el virrey contaban con fuerza armada permanente propia y sus decisiones y las de sus oficiales podían ser revocadas por las Cortes si contravenían los Fueros (contrafueros). Tras la reunión de las últimas Cortes en 1645, esta potestad pasó a la Junta de Electos de los tres estamentos que podía decidir la constitución de una embajada que acudía a la corte en Madrid para presentar directamente al rey los posibles contrafueros —violaciones de los fueros valencianos— de sus oficiales en el Reino.

### La división territorial del reino: lasGovernacionso Gobernaciones

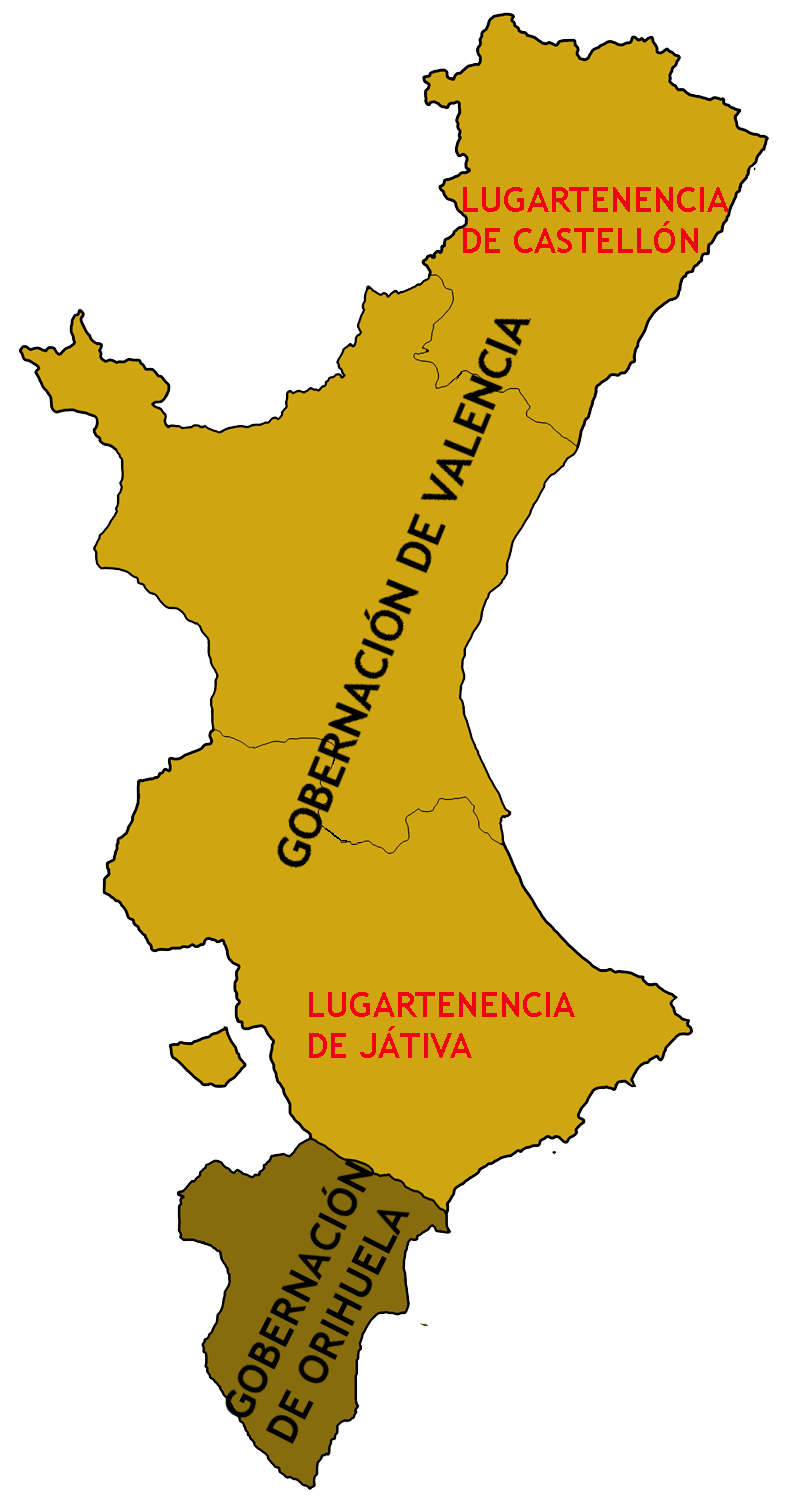
Governaciones y distritos del Reino de Valencia.

Bajo la autoridad del lugarteniente general, y del virrey y la Real Audiencia, después, estaban los dos gobernadores o portantveus. El portantveus de General Governador de la ciutat e regne de València ejercía su jurisdicción desde la frontera de Cataluña hasta Jijona y el portantveus de General Governador de la ciutat d'Oriola y regne de València d'enllà Xixona —con sede en Orihuela— la ejercía «más allá de Jijona» hasta la frontera con el reino de Murcia. Sin embargo, el portanveces de Valencia tenía preeminencia sobre el de Orihuela y, además, contaba con dos lugartenientes de distrito que se encargaban del territorio dellà Uxó —más allá del río Uxó—, es decir, el comprendido entre la frontera con Cataluña y el río Uixó —con residencia en Castellón de la Plana— y del territorio dellà Xúquer —más allá del Júcar—, es decir, el comprendido entre el río Júcar y Jijona, con residencia en Játiva. Los dos portanveces y los lugartenientes debían ser naturales del reino y sus atribuciones eran sobre todo judiciales, aunque nunca tuvieron autoridad sobre el baile general. Tenían también la facultad, en caso de necesidad, de armar y dirigir ejércitos y poder sancionar a los que no participaran en ellos.

### Baile general yMestre Racional
El baile general (en valenciano, batle general) tenía a su cargo la administración del Real Patrimonio —de los bienes, derechos, rentas y regalías de dominio y titularidad real: aduanas, peajes, gabela de la sal,...— y de él dependían los bailes locales. Existían dos bailías, una por cada gobernación: la de Valencia y la de Orihuela.
La figura del baile general ya aparece en la Costum de Valencia de 1239 y sus funciones se irán acrecentando conforme vayan apareciendo los bailes locales en el resto de las localidades bajo jurisdicción directa del rey y que están bajo su autoridad. Así se convierte en el hombre de la monarquía que coordina el reino y su jurisdicción era tan amplia como los intereses de la monarquía en el reino, de este modo, abarcaba la jurisdicción civil y criminal sobre mudéjares y judíos de realengo, gestionaba todos los oficios del reino, fiscalizaba los ingresos regios o también podía otorgar las licencias para exportar productos o para la práctica del corso, entre otras.
Por su parte, el Mestre Racional (en castellano, maestre racional) era el encargado de fiscalizar las cuentas que le presentaba el baile general y remitirlas al rey. Ambos, junto con otros oficiales reales, formaban la Junta Patrimonial.
El cargo de mestre racional para el conjunto de la Corona de Aragón fue regulado en las Ordinacions (en castellano, ordenaciones) de 1344 por Pedro IV. A principios del siglo XV el cargo fue desgajado entre los diversos estados de la Corona y así nació el mestre racional valenciano. "Su labor principal residía en el control financiero de todos aquellos funcionarios y personas que administraban y manejaban las rentas y el dinero del Patrimonio Real en el reino de Valencia. Examinaba y definía cuentas para poder presentar un balance final de su gestión". El primer mestre racional valenciano fue Berenguer Minguet —que provenía del oficio del mestre racional de la corte en Barcelona— por el rey Alfonso V el Magnánimo en 1419 a petición de las Cortes reunidas ese año y tras la entrega al rey de un cuantioso "donativo" para las empresas italianas del monarca. A diferencia del cargo del baile general, existe un único mestre racional para todo el reino.

### Audiencia de Valencia (Edad Moderna)
Esta institución colegiada, que no existió en época medieval —sus funciones las desempeñaban los justicias y los portantveus de General Gobernador—, fue creada en 1506 por Fernando el Católico. Su nacimiento está estrechamente ligado a la figura del virrey, ya que tenía la doble función de asesorarle en el gobierno del reino y de actuar como instancia judicial suprema, cuyas sentencias solo cabía apelarlas al Consejo Supremo de Aragón o al propio monarca. Al igual que el virrey su sede estaba en la ciudad de Valencia.
La institucionalización definitiva se produjo en 1543 durante el reinado de Carlos I y en 1572 Felipe II reforzó su autonomía respecto del virrey al establecer que este no intervendría cuando actuaba como tribunal superior de justicia. Unos años antes, en 1563-1564, se dividió en dos salas independientes, una para las causas civiles y otra para los criminales. Finalmente en 1585 la sala de lo civil se desdobló a su vez en dos.
En los siglos XVI y XVII las competencias políticas y jurídicas de la Real Audiencia fueron aumentando por lo que los oidores o jueces de la misma, que debían ser juristas naturales del reino, pasaron a ser, después del virrey, la máxima autoridad real. Así pues, especialmente en el siglo XVII, el poder efectivo en Valencia se aglutinaba cada vez más en la corte local, de virrey y de oidores, puesto que a través de las relaciones de los mismos con la élite, se aseguraba la autoridad del rey.

### Consejo Supremo de Aragón (Edad Moderna)
El Consejo Supremo de Aragón fue el organismo consultivo utilizado por los reyes de la Casa de Austria para que les asesorara en los asuntos relativos a sus Estados de la Corona de Aragón, en la que estaba integrado el Reino de Valencia. Por eso residía en la corte al lado del monarca —en Madrid desde que Felipe II fijó allí su sede permanente—. En el Consejo había dos regentes por cada estado de la Corona de Aragón, nombrados por el rey entre los letrados de cada territorio, por lo que su opinión cuando se trataban asuntos exclusivos de cada uno de ellos era muchas veces determinante en la «consulta» que se elevaba al rey, incluidos los nombramientos de los oficiales reales que según los Fueros tenían que ser naturales del reino, especialmente si las opiniones de los dos regentes coincidían con las del virrey.
El consejo de Aragón tuvo su origen en el grupo de juristas naturales de los diversos territorios de la Corona de Aragón que reunió Fernando II el Católico tras la unión dinástica con la Corona de Castilla que dio nacimiento a la Monarquía Hispánica. Su función era asesorarle en los asuntos que afectaban a aquella corona cuando él estaba en Castilla, donde pasó la mayor parte de su reinado. En 1494 Fernando decidió convertirlos en un órgano colegiado y permanente y que además actuaría como última instancia jurídica de los estados de la Corona de Aragón, incluido por tanto el reino de Valencia.
El desarrollo del régimen polisinodial con el advenimiento de la nueva dinastía de los Austrias, algunos de los nuevos consejos, singularmente los de Estado y Guerra, encargados de asesorar a los monarcas en la política exterior y en la organización militar, respectivamente, trataron cuestiones que afectaban al reino de Valencia y al resto de estados de la Corona de Aragón. Por otro lado, la Inquisición creada inicialmente para la Corona de Castilla, extendió su ámbito de actuación a los estados de Corona de Aragón, no sin fuertes resistencias por parte de estos. "El Santo Oficio fue un órgano centralizado y aunque en teoría sus atribuciones se limitarán básicamente al tratamiento de cuestiones contra la fe, su calidad de consejo real y el efectivo control que sobre él ejerció la monarquía, le hicieron asumir funciones de marcado carácter político".

## Instituciones de representación del reino

### Cortes

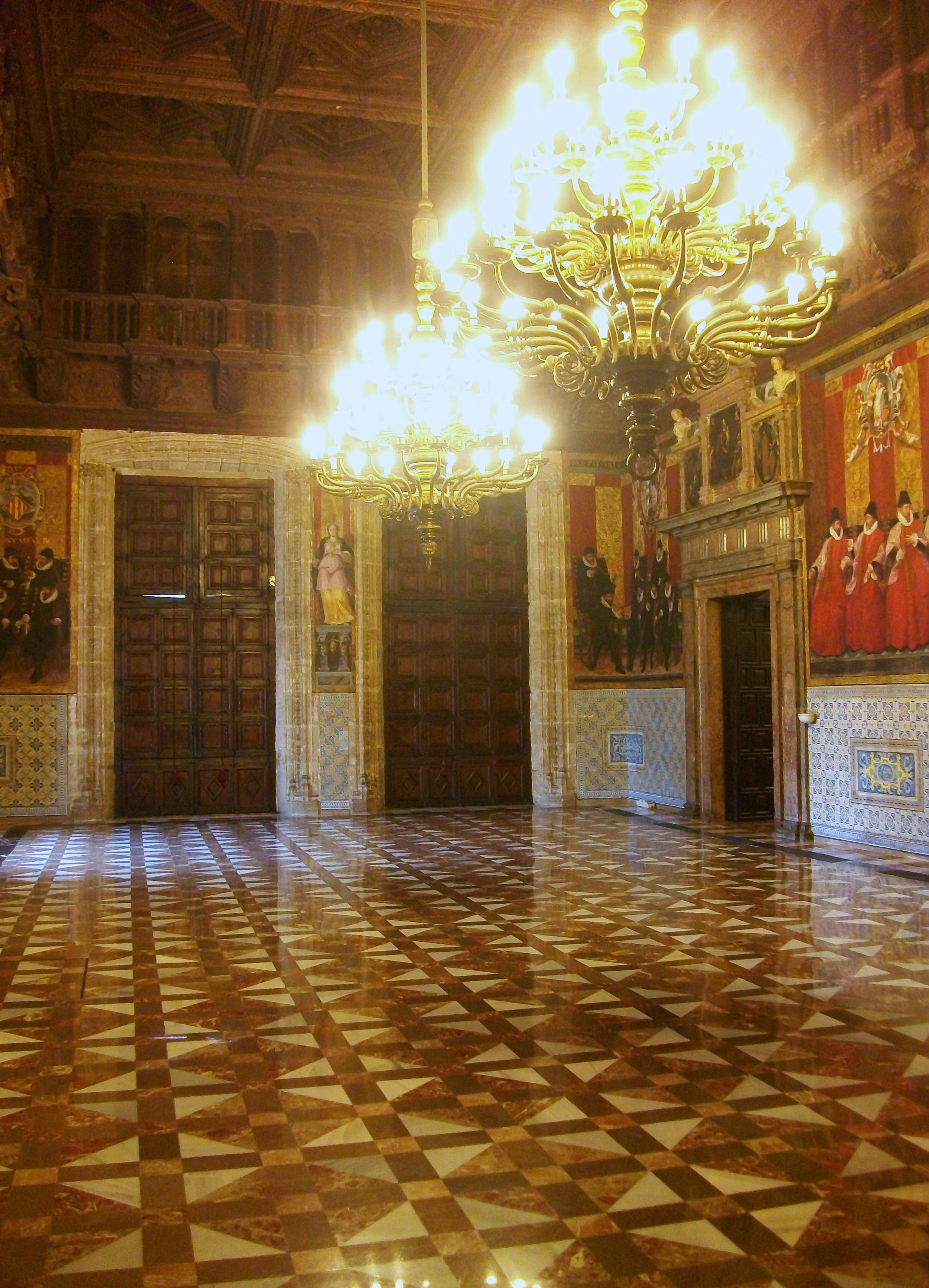
Sala de Corts del Palau de la Generalitat Valenciana.

Las Cortes del Reino de Valencia eran la asamblea representativa de los tres brazos del Reino —eclesiástico, militar o nobiliario, y real— junto con el rey, a quien correspondía convocarlas, fijando el lugar y fecha de celebración. En principio su finalidad era atender al «buen estamento y reforma del reino» como afirmó Jaime II en 1301-1302, pero desde mediados del siglo XIV su función prioritaria fue atender a las necesidades de fondos extraordinarios de la monarquía para hacer frente al crónico déficit de la hacienda real.
Las Cortes se celebraron preferentemente en la ciudad de Valencia, aunque también se reunieron en San Mateo, Alcira, Morella o Sagunto (entonces llamada Morvedre). Si su celebración coincidía con las de las otras dos Cortes de la Corona de Aragón, las del reino de Aragón y las del principado de Cataluña, se celebraban en Monzón.

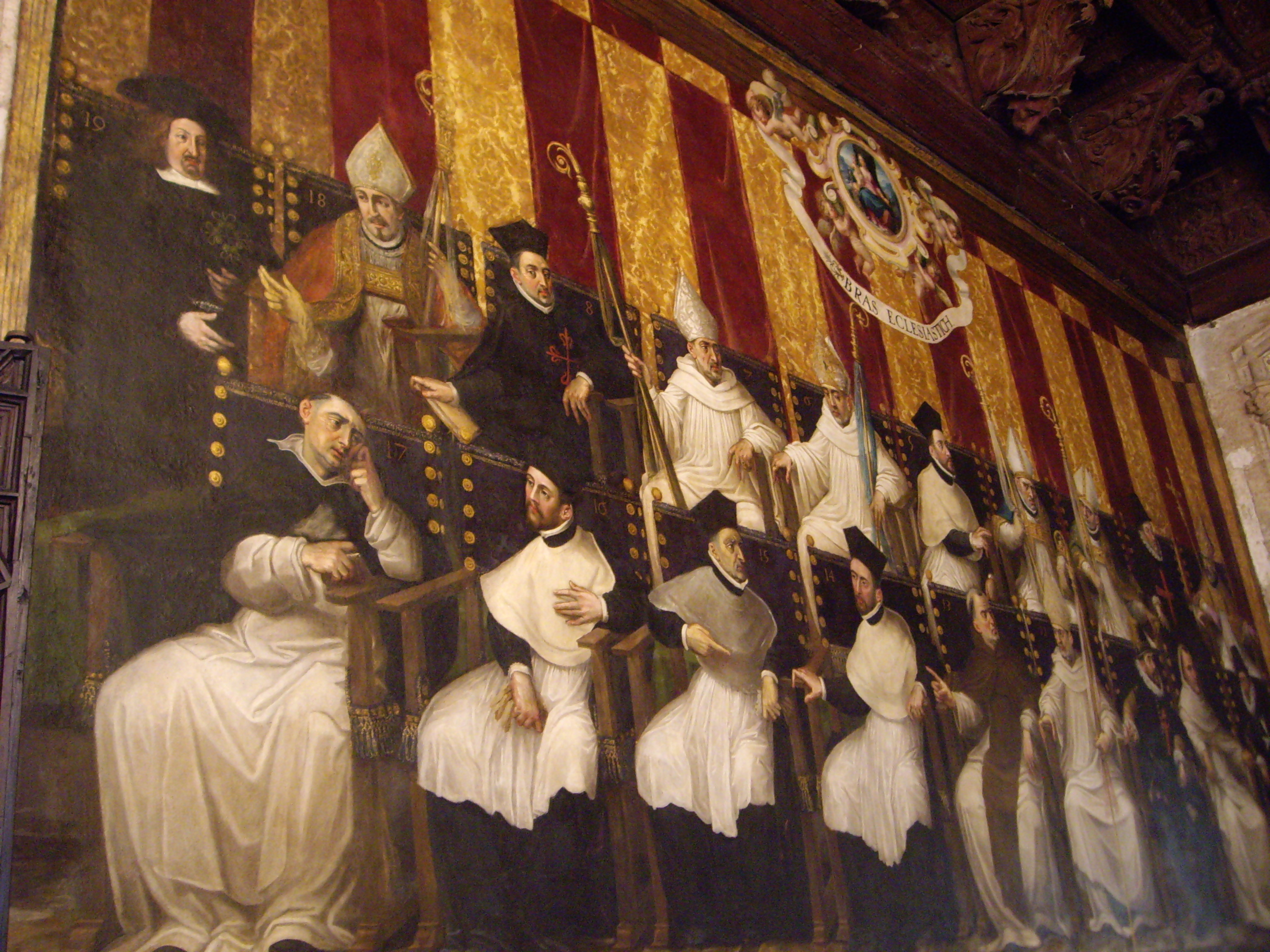
Brazo eclesiástico de las Cortes Valencianas.

Las Cortes se iniciaban con el discurso del rey en el que exponía la situación de reino y hacía sus demandas a los brazos. A continuación cada uno de ellos nombraba a sus protavoces que negociaban los acuerdos con los oficiales reales. Tras repararse las posibles reclamaciones de contrafuero y se atendían los agravios (en valenciano, greuges) —quejas de los miembros de los estamentos— se procedía a la votación del servicio o donativo —el impuesto extraordinario demandado por el rey—. Finalmente se promulgaban los acuerdos legislativos que constituían los Fueros y los actes de cort (en castellano, actos de corte) aprobados.
Todavía es objeto de debate cuando se celebraron las primeras Cortes que algunos historiadores retrasan hasta 1283, pero según Antoni Furió, se debe fijar en 1261 cuando Jaume I reunió en Valencia a los tres brazos para aprobar la extensión a todo el reino del código legal de la ciudad, el Costum, a partir de entonces llamado Furs.

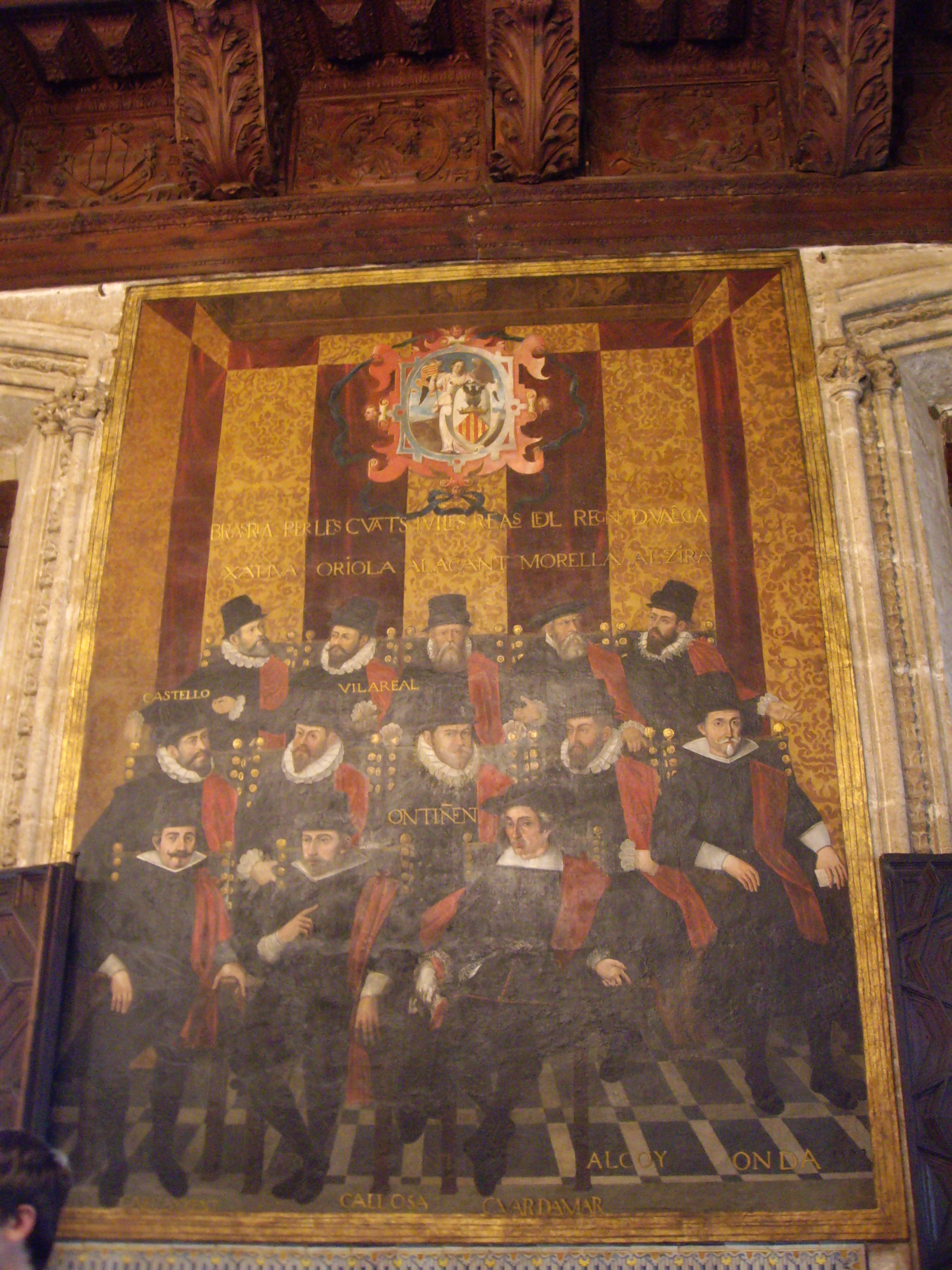
Brazo real de las Cortes Valencianas.

En la Edad Moderna, según la historiadora Emilia Salvador, «su escasez [de convocatorias: nueve en el siglo XVI] y la misma actuación de sus componentes, con una monarquía siempre reticente y unos brazos poco cohesionados y demasiado atentos a intereses de élite, impidieron que las Cortes llegaran a convertirse en un sólido instrumento de oposición al autoritarismo regio». Después de la creación de la de la Junta d'Electes dels Estaments (en castellano, junta de electos) en las Cortes de 1645, el rey ya no las volvió a convocar más Cortes, pues obtenía de la Junta los servicios —en dinero y en hombres para el Ejército— que demandaba, y por tanto ya no requería de la Cortes para obtener la contribución militar del reino, y al mismo tiempo, los brazos no podrían recurrir a ellas para denunciar los contrafueros.

### Diputación del General o Generalidad
La Diputació del General surgió en la segunda mitad del siglo XIV como una comisión delegada de les Cortes encargada de administrar el impuesto aprobado en Cortes denominado generalitats (en castellano, generalidades) —de ahí que también será conocida con el nombre de Generalitat—. En 1418 fue cuando quedó configurada y se convirtió en un órgano permanente. La integraban seis diputados —dos por cada brazo—, auxiliados por una serie de oficiales: clavarios, administradores, contadores, etc.
Su antecedente más remoto fueron las comisiones nombradas por las Cortes de 1329 y 1342-43 para recaudar el donativo aprobado en las mismas y que se disolverán una vez cumplida esta misión. En las Cortes de 1362-1362 se aprobó el impuesto de las generalidades cuya denominación se debe «así por cobrarse general e indistintamente de todos como por imponerse por todo el reino». Para la administración del nuevo impuesto, que viene a substituir al tradicional donativo, las Cortes nombran una comisión de las mismas. Por eso algunos historiadores sitúan en esa fecha, 1362-1364, el nacimiento de la Diputación del General aunque su estructura administrativa no quedará fijada hasta 1404, aunque todavía con carácter temporal, y solo a partir de 1418 se convierte en una institución permanente —que será objeto de diversas reformas en 1419, 1439, 1510,...—.

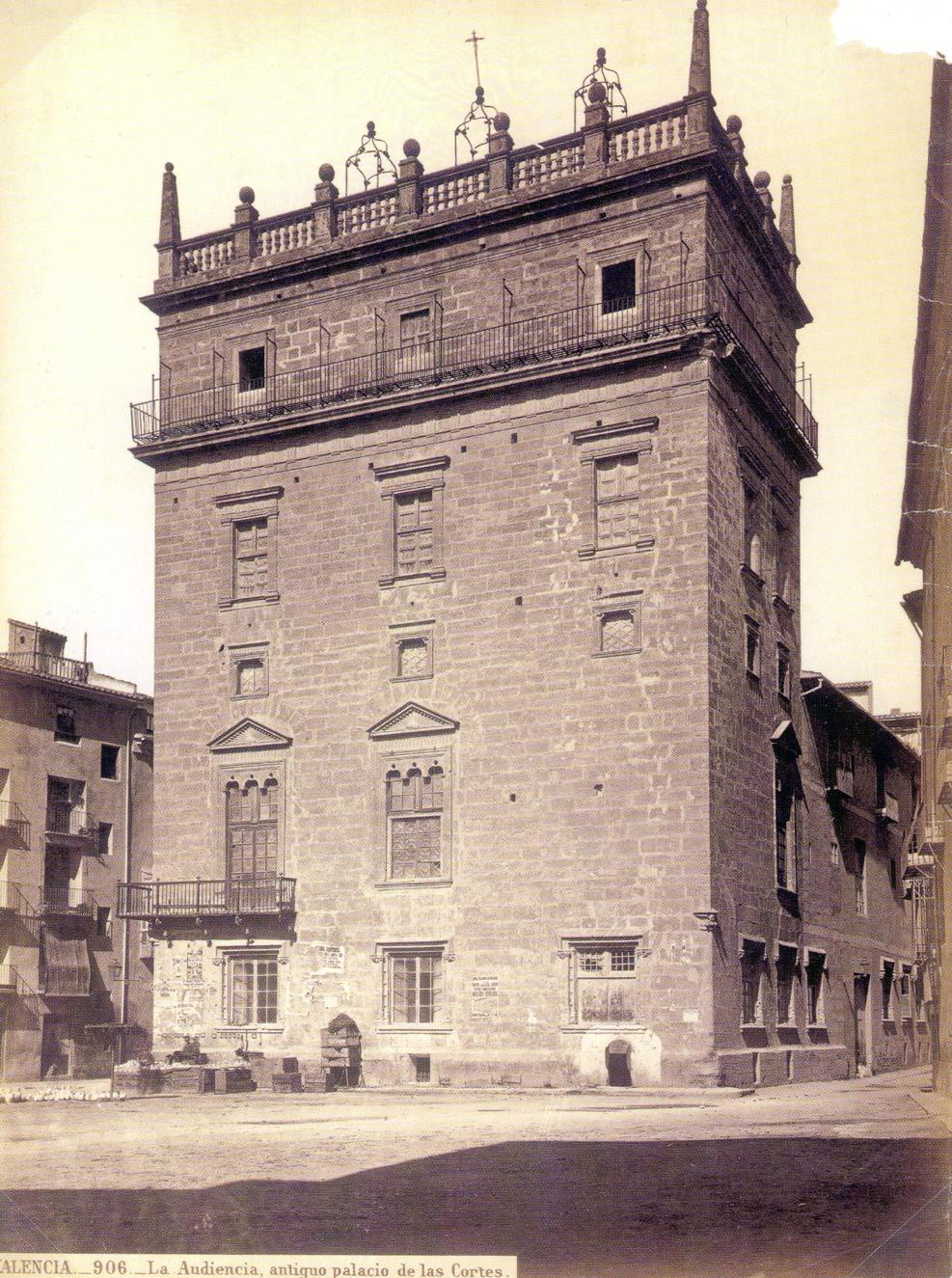
Vista de Palacio de la Generalidad Valenciana, desde la plaza de la Virgen de Valencia, en 1870.

Las funciones de la Diputación del General excedieron el campo estrictamente económico para ir cobrando una dimensión política, lo que al principio provocará el enfrentamiento con la ciudad de Valencia ya que sus dirigentes —los jurados— creen que les puede restar protagonismo e influencia en el reino. La ciudad no conseguirá su disolución pero a partir de 1422 los cuatro jurados del brazo real ocuparán los cargos de diputado, clavario —encargado de la tesorería—, administrador y contador de la institución.
Según lo acordado en las Cortes de 1418, que regularon definitivamente la institución, sus miembros se renovaban cada tres años sin esperar a la reunión de las nuevas Cortes ya que los diputados que acababan su mandato eran quienes nombraban a sus sustitutos. Sin embargo, el rey para controlar la institución impuso en 1424 que los dos diputados del brazo real fueran dos jurados de la ciudad de Valencia, ya que él controlaba su nombramiento desde la introducción del sistema de la ceda por lo que eran hombres de confianza del rey. Al final del siglo XV el rey Fernando II el Católico ni siquiera se preocupó por las formas para seguir controlando la institución y anuló el sistema electoral y nombró a oficiales reales para ocupar los cargos. Más tarde estableció el método insaculatorio para la provisión de los dos diputados del brazo nobiliario y un rígido turno entre las ciudades —sin incluir Valencia— para ocupar los puestos de diputados del brazo real. Debido al control que ejerció la monarquía sobre la institución la Generalidad Valenciana tuvo menos peso político que la Generalidad de Cataluña y menor capacidad para oponerse a los deseos del rey. Así lo reconocían los propios diputados valencianos en 1624 cuando afirmaban que «nosaltres en este regne no tenim la plenitud de poder que los deputats de Catalunya i Aragó» ('nosotros en este reino no tenemos la plenitud de poder que los diputados de Cataluña y Aragón').

### Estamentos y Junta de Electos de los tres estamentos (Edad Moderna)
A medida que la Diputación del General pierde peso político, la defensa de los Fueros y la representación del reino pasó a los Estamentos (en valenciano, estaments), institución de perfiles mal definidos integrada por los miembros de cada brazo residentes en la ciudad de Valencia, que se reúnen por separado. Así, «hasta el final de la época foral se mantiene una especie de contencioso entre Generalitat y Estamentos por pretender ambos encarnar la representación del reino fuera de las Cortes».
En las Cortes de 1645 se decidió formar la Junta de contrafueros (en valenciano, Junta de Contrafurs) o Junta de Electos de los tres estamentos (en valenciano, Junta d'Electes dels Estaments) —integrada por seis miembros por cada brazo, más tres síndicos— para poder presentar contrafueros al rey y la Junta de Servei para que votaran los servicios (en valenciano, serveis) que la monarquía demandaba sin necesidad de convocar las Cortes, teniendo que conceder nuevos fueros, actes de cort o privilegios. Según el historiador James Casey, aunque los Estaments «no tenían el poder legal de aprobar impuestos tenían una cierta autoridad moral, por ser los representantes de la élite del país, de su clero, de su nobleza y del patriciado de la ciudad de Valencia. Ofrecían menos desventajas para la corona, ya que la representación era menos numerosa (no se convocaban, por ejemplo, a diputados de las demás villas de realengo fuera de la capital), y que no obtenían nuevos fueros contra el servicio votado».

## Las instituciones de la ciudad de Valencia
En la ciudad de Valencia solo tenían acceso al gobierno la pequeña nobleza urbana, compuesta por los cavallers —que eran los nobles no titulados que habían sido armados caballeros— y los generosos —los nobles que no tenían título ni eran caballeros—, y los ciutadans —que se distinguían de los simples habitadors ('vecinos'), grupo del que formaban parte los artesanos y trabajadores de los diferentes oficis o gremios. Dentro de los ciutadans existía una capa social superior llamada ciutadans honrats que eran aquellos ciutadans que habían desempeñado el cargo de jurat, la máxima magistratura urbana.

### Consell Secret: jurados yracional

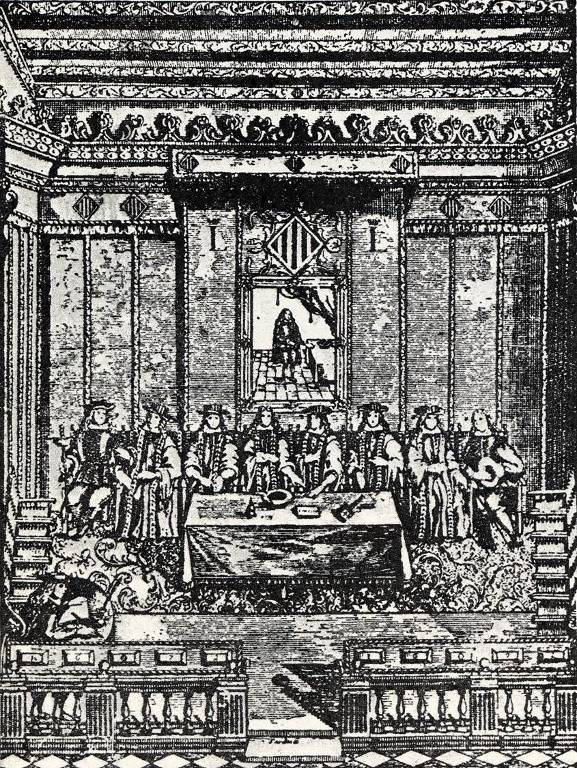
Los jurados reunidos en la "Cambra Daurada" de la Casa de la Ciutat de Valencia en 1672

El Consell Secret ('Consejo Secreto') era el órgano directivo de la ciudad, y en el cual el Consell General había delegado la mayoría de sus funciones. El Consell Secret estaba integrado por:
- Los jurados (en valenciano, jurats) eran el órgano ejecutivo supremo de gobierno de la ciudad formado por cuatro prohoms o ciutadans ('prohombres' o 'ciudadanos') y dos cavallers i generosos,[32] elegidos por un año por el Consell General sobre una lista doce candidatos de cada estamento —un "ciutadà" y un "cavaller i generós" por cada una de las 12 parróquias de la ciudad— elaborada por los jurados salientes y desde 1418 por el rey a propuesta del racional —lista de candidatos llamada ceda—. En 1633 la ciudad consiguió el privilegio de insaculación por el que a partir de entonces los jurados se designaban por sorteo de una bolsa de 30 cavallers i generosos i de 60 ciutadans.
- El racional era un antiguo jurado designado por el rey por un período de tres años entre tres candidatos extraídos por el método de la insaculación, y que era el encargado de la supervisión de las finanzas municipales. Al controlar la elección de los jurados a través de la confección de la lista de la ceda que enviaba al rey, se convirtió entre 1418 y 1633 en la máxima autoridad de facto del municipio.
- El síndico (en valenciano, síndic), designado por el Consell General, ostentaba la representación o procuración ciudadana frente a otras instancias de poder;
- Cuatro advocats ('abogados') de la ciudad y el escrivà de la Sala ('el escribano de la Sala'), cargos vitalicios con voz pero sin voto en el Consell Secret.

### ElConsell
El Consell era el órgano consultivo y deliberativo de los jurados y estaba integrado por: 6 nobles, cavallers  i generosos —2 eran los 2 jurados del año anterior de ese estamento—; 4 ciutadans —los 4 jurats vells del año anterior de ese estamento—; 4 juristas, 2 notarios; las 48 consellers de ciutadans de parròquies —4 por cada una de las 12 parroquias de la ciudad—; y los consellers d'oficis —2 por cada ofici o gremio—. Los miembros del Consell eran designados por un año por el Consell Secret, que junto con aquel formaba el Consell General, presidido por el justícia civil.

### Los justicias y elmustaçaf
De los temas judiciales se encargaban el justícia criminal y el justícia civil, que eran elegidos por un año por el método de la insaculación de las "bolsas" de ciutadans y de la de cavallers, alternativamente. De los pleitos menores se encargaba el justícia de trescents sous ('justicia de los trescientos sueldos'), y de la vigilancia de mercados, el mustaçaf, elegido de la misma forma que los justicias.

## La extensión de la organización municipal de Valencia al resto del reino
Muy pronto el rey confió el gobierno de los municipios a sus propios vecinos (en Valencia en 1245), aunque a lo largo del siglo XIII la participación en su gobierno se fue restringiendo en favor de un núcleo reducido de habitantes que constituirán el grupo de los ciutadans, especialmente en las principales ciudades reales —Sagunto, Alcira, Játiva, Gandía y Valencia—.
En este proceso fue decisivo que en 1278 se extendiera el modelo municipal de la ciudad de Valencia a todas las poblaciones de realengo del reino. "Las antiguas asambleas abiertas que en los primeros años de la repoblación solían reunir a todos los vecinos en la iglesia parroquial fueron sustituidas por el nuevo sistema municipal, de inspiración urbana y romanista, que restringía la gestión del poder local a un estrato minoritario de prohoms". Así todas ellas se dotarán a grandes rasgos de las instituciones que rigen la ciudad de Valencia: los jurats ('jurados'), en quienes residen los poderes que la monarquía delegó en la ciudad; el Consell, como órgano representativo estamental y que es el consejo asesor de los jurados; y los oficiales como el Justícia Criminal, el Justícia Civil y el Mostaçaf.
Entre 1321 y 1329 la nobleza menor urbana, cavallers i generosos, entraron en el gobierno de las ciudades reales, que hasta entonces habían estado dominadas en exclusiva por los ciutadans o prohoms. Así se consolidó una élite todavía más restringida —que se suele llamar patriciado urbano— que monopolizarán el gobierno de las ciudades reales.
A principios del siglo XV, al igual que sucedió en Valencia, la monarquía ejerció un mayor control sobre los municipios que estaban bajo su jurisdicción. Sin embargo, la injerencia de la Corona en el nombramiento de los jurados siguió un sistema diferente del de Valencia —el de la ceda—. El tradicional sistema de cooptación —los jurats salientes nombraban a sus sucesores— fue sustituido por el de la insaculación —generalmente mediante el método de los redolins, que consistía en que los papelitos con los nombres de los candidatos se ponían en unas bolitas de cera que flotaban en el agua de una palangana y luego se cogían al azar los que iban a ocupar los nuevos cargos—. La intromisión de la corona en la elección estribaba en la confección de las listas de los candidatos y de esa forma se garantizaba que los nuevos jurados fueran personas afines a los intereses de la Corona. Así el nuevo régimen insaculatorio fue introducido en Játiva en 1427, en Orihuela en 1445, en Alcira, Vila-real y Castellón en 1446, y en Alicante en 1459.